# Matt Steigenga
Matthew „Matt” Todd Steigenga (ur. 27 marca 1970 w Grand Rapids) – amerykański koszykarz grający na pozycjach skrzydłowego. Mistrz NBA z 1997 i zwycięzca CBA z 1998. Reprezentant kraju, srebrny medalista Igrzysk Panamerykańskich 1999.

## Życiorys
Steigenga w 1988 po tym, jak ze swoim zespołem zdobył mistrzostwo stanu, otrzymał nagrodę Mr. Basketball of Michigan, przyznawaną najlepszemu koszykarzowi szkół średnich w stanie Michigan. W tym samym roku wziął udział w McDonald’s All-American Game, wygrywając rozgrywany w ramach tej imprezy konkurs wsadów. W latach 1988–1992 grał w rozgrywkach dywizji I NCAA. Z drużyną Michigan State Spartans, reprezentującą Michigan State University w 1990 zdobył mistrzostwo Big Ten Conference. W sumie w jej barwach rozegrał 124 mecze w NCAA, zdobywając średnio po 10,5 punktu, 4,3 zbiórki i 1,8 asysty.
W drafcie NBA z 1992 został wybrany z numerem 52 przez Chicago Bulls, jednak później nie znalazł się w składzie Bulls na sezon 1992/1993. Na początku sezonu 1992/1993 podpisał kontrakt z hiszpańskim klubem Taugrés Vitoria, zastępując kontuzjowanego wówczas Randolpha Keysa. W lidze ACB rozegrał 10 meczów, w których zdobywał przeciętnie po 9,2 punktu i 3,3 zbiórki, jednak w listopadzie, po powrocie Keysa do zdrowia, Steigenga został zwolniony. Resztę sezonu spędził w rozgrywkach CBA – najpierw wystąpił w 28 spotkaniach w barwach Grand Rapids Hoops, a następnie w 4 w Rochester Renegade. Kolejne 3 lata (1993–1996) był zawodnikiem klubu Mitsubishi Diamond Dolphins z Japonii.
W sezonie 1996/1997 powrócił do ligi CBA, zostając zawodnikiem Quad City Thunder. 11 kwietnia 1997 zadzwonił do Chicago Bulls z prośbą o przekazanie mu biletów na mecz tego zespołu. W tym czasie kontuzjowany był Toni Kukoč, a klub szukał zawodnika na pozycję skrzydłowego, w związku z czym Bulls (posiadający za sprawą draftu z 1992 prawa do zatrudnienia Steigengi) postanowili podpisać z nim 10-dniowy kontrakt, który wszedł w życie 12 kwietnia 1997. W czasie jego trwania Steigenga wystąpił w 2 meczach NBA – 13 kwietnia przeciw Detroit Pistons (w Detroit) i 14 kwietnia z Toronto Raptors (w Chicago). W sumie rozegrał 12 minut, zdobywając 3 punkty. Mimo iż nigdy więcej nie zagrał w meczu NBA, to do końca sezonu 1996/1997 trenował z Bulls, a po jego zakończeniu otrzymał pierścień mistrzowski za zwycięstwo w lidze NBA. Tym samym stał się rekordzistą jeśli idzie o najmniejszą liczbę minut, jaką rozegrał w zwycięskim sezonie zawodnik, który zdobył mistrzostwo NBA.
Pozostałe 3 lata swojej kariery (1997–2000) Steigenga spędził ponownie w rozgrywkach CBA. W pierwszym sezonie (1997/1998) grał znowu w Quad City Thunder, z którymi zdobył mistrzostwo tej ligi, a w kolejnych dwóch sezonach (1998/1999 i 1999/2000) był zawodnikiem Rockford Lightning. W 1999, wraz z reprezentacją Stanów Zjednoczonych, zdobył srebrny medal Igrzysk Panamerykańskich 1999. Ostatnie występy w karierze zanotował w sezonie 2000/2001, gdy grał w rozgrywkach Liga Sudamericana de Básquetbol w zespole „ambasadorów” amerykańskiej koszykówki, a w 2000 roku zakończył karierę zawodniczą.
Po zakończeniu kariery sportowej zajął się handlem nieruchomościami, a także został komentatorem sportowym.